# 美洲旱獺
美洲旱獺（学名：Marmota monax），又稱北美土拨鼠，是旱獺屬的一种哺乳动物。其毛呈灰褐色，体态肥胖，一般体长40到65厘米，重约2到4千克，一些大型的品种体长可达80厘米，重14千克。其前爪灵活有力，擅长挖洞。這種土拨鼠主要分布于美国與加拿大。

## 与人類的关系
美洲旱獺的巢穴中常有共生的红狐、臭鼬或棉尾兔存在。红狐、臭鼬经常捕食蚂蚱、田鼠等危害农作物的生物，加上美洲旱獺挖的洞疏松了土壤，它被农民们看作是一种益兽。不过有时它也会被当做食物、娱乐用的猎物、或者是医学实验动物。
美洲旱獺可以人工饲养，但因为其天性好斗而难以驯化。